# Meliplebeia roubiki
Meliplebeia roubiki là một loài Hymenoptera trong họ Apidae. Loài này được Eardley mô tả khoa học năm 2004.